# Karl Mayer (Politiker, 1907)
Karl Mayer (* 1907; † 29. Dezember 1962 in Heidelberg) war ein deutscher Politiker und Widerstandskämpfer.

## Leben
Karl Mayer war vor Machtergreifung durch die Nationalsozialisten Gießereiarbeiter beim Strebelwerk in Mannheim, seit 1926 war er Reichsbannermann und ab 1927 Mitglied der SPD und Vorsitzender der Metallarbeiterjugend, späterhin Betriebsrat.
1933 kam er in „Schutzhaft“. Nach seiner Entlassung organisierte Karl Mayer nach der Flucht von Jakob Ott in der zweiten Phase den Widerstand in Mannheim und Umgebung. Wichtig waren die Verbindungen zu anderen Gruppen in Deutschland wie auch im Ausland. Er baute weiter eine Verteilerstruktur von Schriften gegen den Nationalsozialismus auf und nutzte gewerkschaftliche Beziehungen. Aufgrund der vielen Verhaftungen folgten auch Versuche, die politische Identität zu stärken. 1935 wurde Karl Mayer verhaftet und zu 6 Jahren Zuchthaus verurteilt. Im Krieg wurde er direkt aus dem Strafvollzug zum berüchtigten Strafbataillon 999 abkommandiert. Nach dem Krieg gehörte er zu den ersten, welche politisch tätig wurden, von 1946 bis 1962 gehörte er dem Stadtrat in Mannheim an, bei Daimler-Benz war er als Sozialreferent tätig.